# 도기정
도기정(富来町)은 이시카와현 노토지방에 존재했던 마을이다.
2005년 9월 1일에 시카정과 신설 합병하여 새로운 시카정이 되었고, 자치단체로서는 소멸하였다.

## 역사
조몬시대, 야요이시대, 고훈시대의 유적이 존재한다. 9세기 초 도미라이초의 후쿠라쓰(현재의 후쿠우라 항으로 비정됨)에 발해사를 위해 객원을 두었음이 일본 후기에 기재되어 있다. 이 후쿠우라 항은 노토 반도의 외포 굴지의 양항이기도 해 예로부터 근처를 항행하는 배가 많았다.
이로 인해 게이초 연간부터 근처에 사는 히노 가문이 대대로 화톳불을 피워 항로의 안전을 지켜봐 왔지만, 겐로쿠 연간에는 등명대가 설치되어 다시 1876년에는 히노 가문 당주 요시사부로에 의해 목조 구 후쿠우라 등대가 건설되어 1952년까지 사용되었다.
- 1889년 4월 1일 - 정촌제 시행과 함께 도기촌이 성립하였다.
- 1919년 9월 1일 - 정으로 승격해 도기정이 되었다.
- 1954년 11월 3일 - 후쿠라촌, 구마노촌, 히에즈쿠리촌, 히가시마스호촌, 니시마스호촌, 사이카이촌, 니시우라촌과 합병해 도기정 (2대)가 탄생하였다. 당시의 인구는 16,070명이였다.
- 2000년 - 국제조사의 인구가 1만명에서 9,715명으로 감소하였다.
- 2005년 8월 20일 - (구) 시카정과의 합병을 향해서 폐정식이 거행되었다.
  - (구) 시카정과 합병해 시카정이 되어 소멸하였다.

## 교통

### 도로
- 국도 249호선